# 耶西·津巴
耶西·津巴（宗喀語：ཡེ་ཤེས་སྦྱིན་པ，威利：ye-shes sbyin-pa，Yeshey Zimba，1952年10月10日—）是一名不丹政治人物。他曾兩度擔任不丹首相（大臣會議主席）：第一次是2000年至2001年，第二次是2004年8月20日至2005年9月5日。在此期間，每位大臣輪流擔任主席，任期一年。
他在北角學校完成高中學業，並在北孟加拉大學附屬大吉嶺聖約瑟夫學院獲得學士學位。後來，津巴又從威斯康辛大學麥迪遜分校獲得經濟學碩士學位。
1983年至1986年，他擔任不丹皇家貨幣管理局總經理，1998年至2002年擔任主席。1998年8月至2003年7月，他擔任財政部長。
津巴曾擔任貿易和工業部長，直到2007年年中辭職參加2008年3月的大選。大選結束後，他於2008年4月11日出任工程與人類住區部長。